# Harry Potter i les relíquies de la Mort
|  | Per les pel·lícules basades en la novel·la, vegeu Harry Potter i les relíquies de la Mort (Part 1) i Harry Potter i les relíquies de la Mort (Part 2). |

Harry Potter i les relíquies de la Mort (títol original anglès: Harry Potter and the Deathly Hallows), és el setè llibre de la sèrie literària Harry Potter, escrita per l'autora britànica J. K. Rowling. El llibre es va publicar el 21 de juliol del 2007, tancant la sèrie que va començar deu anys abans amb la publicació de Harry Potter i la pedra filosofal publicat el 1997. Aquest darrer llibre narra els esdeveniments que segueixen directament al llibre anterior: Harry Potter i el misteri del Príncep —publicat el 2005—, i conclou amb l'enfrontament final, llargament esperat, entre Harry Potter al costat dels seus amics, davant de Lord Voldemort i els cavallers de la mort.
L'editorial Bloomsbury va publicar Les relíquies de la Mort al Regne Unit i juntament amb l'edició nord-americana es van llançar globalment a noranta-tres països. El llibre va trencar rècords de vendes i es va convertir en el llibre més ràpidament venut de tots els temps. Vint-i-quatre hores després de la seva publicació ja s'havien venut més d'onze milions de còpies, tres milions de còpies més que les del seu predecessor.
La traducció al català es va ser publicada el febrer de 2008 per l'editorial Empúries. És el tercer volum de la sèrie traduït per Xavier Pàmies, ja que els quatre primers volums de la sèrie havien estat traduïts per Laura Escorihuela.

## Argument

El símbol misteriós que representa les relíquies de la Mort.

Harry Potter compleix la majoria d'edat, de manera que la protecció màgica que tenia a casa dels Dursley es perd. Després que Lord Voldemort intenti parar-los una emboscada, els tres protagonistes es refugien al Cau, on reben l'herència que els va deixar l'Albus Dumbledore: l'apagador per en Ron', un llibre de contes escrit en caràcters rúnics (Les rondalles del bard Gallard, on troben el conte de les relíquies de la Mort) per l'Hermione, i una papallona daurada i l'espasa de Nícanor Gryffindor per en Harry. Tanmateix, el conseller d'Afers Màgics es nega a entregar-los l'espasa, atès que es tracta d'una propietat de Hogwarts. Tots tres, confosos, creuen que aquests objectes els serviran per trobar els horricreus, els fragments de l'ànima de Voldemort que han de ser destruïts per vèncer-lo. Durant el casament d'en Bill Weasley i la Fleur Delacour, poden veure el penjoll d'en Xenòfil Lovegood amb un símbol estrany que aniran trobant en altres ocasions. Després d'un nou atac per part dels cavallers de la mort que descobreixen l'amagatall, en Harry, en Ron i l'Hermione fugen a la casa de plaça Grimmauld, 12 que en Harry va heretar d'en Sírius Black.
Un cop allà, comencen la recerca dels horricreus, que els obligarà a traslladar-se i amagar-se a diferents llocs del Regne Unit. En el moment en què es queden sense pistes per saber per on cercar, busquen ajuda en el senyor Lovegood, que els explica que el símbol que han trobat diverses vegades representa les tres relíquies de la Mort: la vareta d'àlber —la vareta més poderosa del món—, la pedra de la resurrecció —una pedra capaç de fer reviure els morts— i la capa que fa invisible. La llegeda narrada a Les rondalles del bard Gallard explica que aquest tres objectes van ser lliurats a tres germans que es van trobar la Mort en un camí. Segons la llegenda, qui domini aquests tres elements es convertirà en el «senyor de la Mort» i aconseguiria la immortalitat.
Més tard, el grup és capturat i dut a la mansió Malfoy, d'on aconsegueixen escapar i hi esbrinen on poden trobar un dels altres horricreus. Després d'entrar a Gringotts per obtenir-lo, van a Hogwarts després de descobrir que s'hi amaga un altre horricreu. A l'escola aconsegueixen destruir la copa de Hufflepuf i la diadema de Ravenclow i comença la batalla entre les forces del bé i els bruixots malvats. Mentrestant, Voldemort assassina en Severus Snape, que revela la seva veritable lleialtat, una incògnita que es mantenia al llarg de la sèrie. Gràcies a un record que l'Snape dona en Harry abans de morir, en Harry descobreix que ell mateix és un horricreu, per la qual cosa ha de morir per poder derrotar el Senyor del Mal.
A l'escena final, en Harry s'entrega voluntàriament a en Voldemort i acaba sent víctima del malefici de la mort. No obstant això, no mor, sinó que es desperta en una espècie de llimbs on l'esperit de Dumbledore li explica que l'horricreu que hi havia dins seu havia estat destruït. A més, li fa saber que en resignar-se a morir i, per tant, perdre la por a la mort, s'ha convertit en el veritable «senyor de la mort» i en el veritable amo de les relíquies. Després d'això, el jove bruixot torna al món real i reinicia la batalla, en què Voldemort, esgrimint la vareta d'àlber, cau víctima de la seva pròpia maledicció assassina davant la seva incapacitat d'atacar el veritable amo de la vareta, en Harry Potter.
El llibre s'acaba amb un epíleg, en què s'explica la història dels protagonistes dinou anys després de la batalla de Hogwarts, ambientada a l'andana 9¾ de l'estació de King's Cross, quan un dels fills de Harry Potter puja al Hogwarts Express per a assistir al primer any escolar.

## Antecedents

### Elecció del títol
Rowling va anunciar que havia considerat tres possibles titulars per al llibre. El 21 de desembre de 2006, Rowling va revelar el títol final a través d'un penjat de temàtica nadalenca a la pàgina web oficial i va ser confirmat per l'editorial poc després. Els títols descartats per l'autora eren Harry Potter and the Elder Wand (Harry Potter i la vareta de saüc) i Harry Potter and the Peverell Quest (Harry Potter i la recerca dels Peverell).

### Finalització del llibre
Rowling va acabar el llibre mentre s'allotjava a l'Hotel Balmoral d'Edimburg a Escòcia, el gener del 2007 i va deixar una marca en un bust de marbre de Hermes a la seva habitació que deia: «J. K. Rowling va acabar d'escriure Harry Potter i les relíquies de la Mort a aquesta habitació [652] l'11 de gener del 2007». En declaracions al seu lloc web, ella va dir: «No vaig sentir mai aquesta barreja d'emocions extremes a la meva vida, no vaig somiar mai que podria sentir-me amb el cor trencat i eufòrica alhora». Va comparar els seus sentiments mixtos amb aquells expressats per Charles Dickens al prefaci de la seva edició de 1850 de la novel·la David Copperfield, «una tasca imaginativa de dos anys de la qual —va afegir— jo només puc sospirar, intenta amb disset anys, Charles…». Va acabar el seu missatge amb Les relíquies de la Mort és el meu favorit, i la manera més meravellosa d'acabar la sèrie.
Quan se li va preguntar sobre la publicació del llibre proper, Rowling va declarar que no podria canviar el final fins i tot encara que ho volgués. «L'argument d'aquests llibres ha estat escrit durant tant de temps, i ara amb sis llibres, tots dirigeixen a una direcció en concret. Així que realment no puc». També va comentar que el darrer volum es relacionava estretament amb el llibre anterior de la sèrie «gairebé com si fossin dues meitats de la mateixa novel·la». També va dir que el darrer capítol del llibre va ser escrit «al voltant del 1990» com a part d'un treball molt preliminar de la sèrie.

## Llançament i promoció

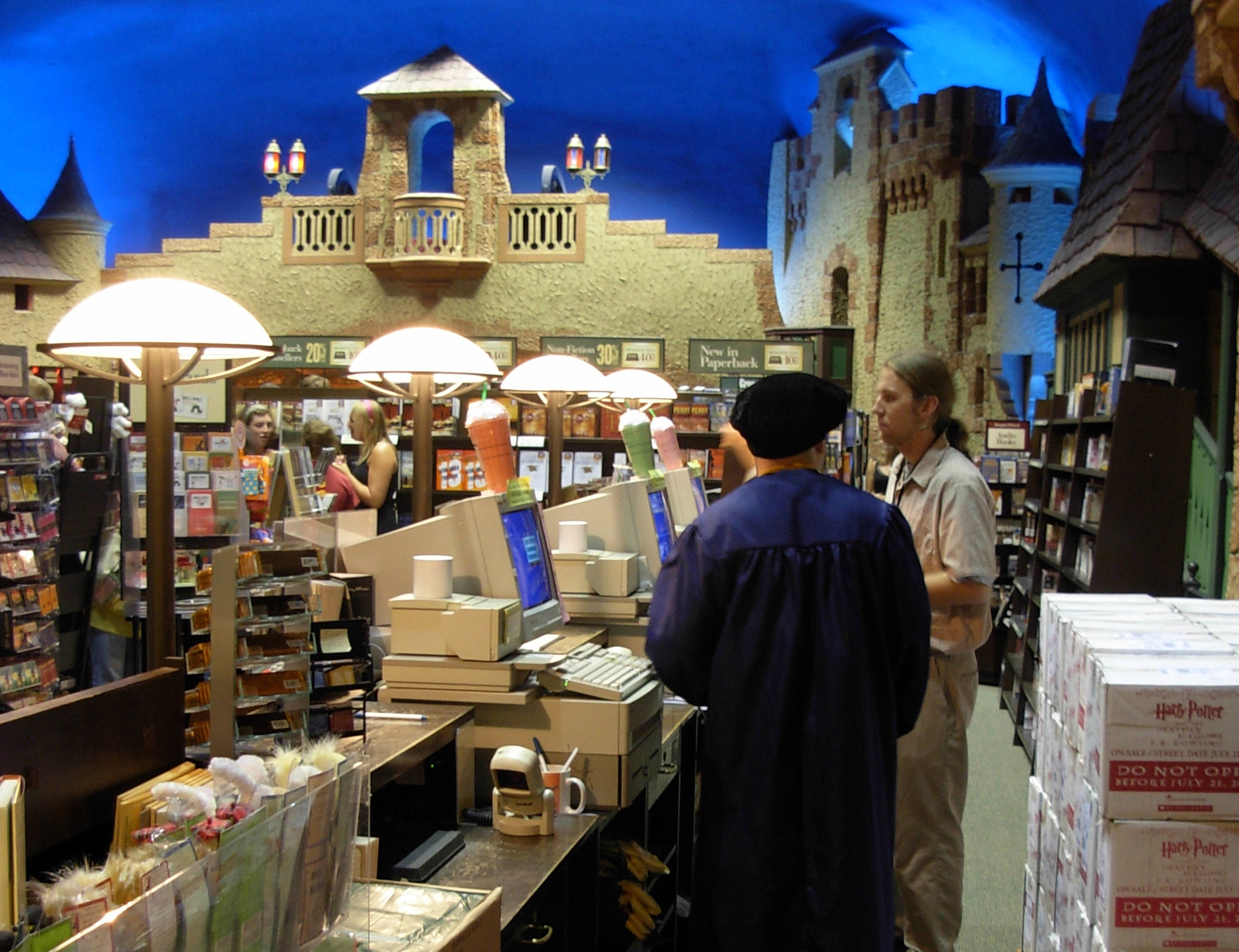
Moltes llibreries es van decorar amb motius de la sèrie per promocionar el llançament de l'última entrega, com aquesta a Rochester, als Estats Units.

L'editorial nord-americana Scholastic va llançar una campanya de màrqueting de diversos milions de dòlars titulada There Will Soon Be 7 («Aviat en seran set»). L'editorial va construir un autobús basat en el Nitrèpid bus de les novel·les, que va viatjar per quaranta llibreries dels Estats Units, i va fer un concurs basat en les set preguntes sobre Les relíquies de la Mort més debatudes entre els fans.
La nit del 20 de juliol de 2007, es va celebrar al Museu d'Història Natural de Londres el llançament de Les relíquies de la Mort, amb una signatura de llibres per part de J. K. Rowling per a 1700 convidats elegits en un sorteig realitzat per l'editorial britànica Bloomsbury, dels quals 500 van poder acudir a una lectura del llibre realitzada també per l'autora.Alhora, Scholastic va realitzar un concurs idèntic per portar set persones a l'esdeveniment.
A l'octubre de 2007, Rowling va realitzar una gira pels Estats Units, on es van celebrar quatre esdeveniments similars al de Londres. Tres d'ells estaven dirigits als nens i es van celebrar al Teatre Kodak de Los Angeles, a l'Auditori Central de Convencions Ernest N. Morial de Nova Orleans i al Carnegie Hall de Nova York, respectivament, i l'altre dirigit als fans en general, celebrat també al Carnegie Hall i per al qual van ser sortejades les mil entrades disponibles.
La traducció de la novel·la a l'espanyol, juntament amb la gallega i la catalana, va ser llançada el 21 de febrer de 2008 a les 18:30 hores, amb un tiratge d'un milió i mig d'exemplars —la meitat per a Llatinoamèrica i els Estats Units i l'altra meitat per a Espanya— i la celebració de festes i concursos a diferents llibreries i centres comercials.

### Filtracions

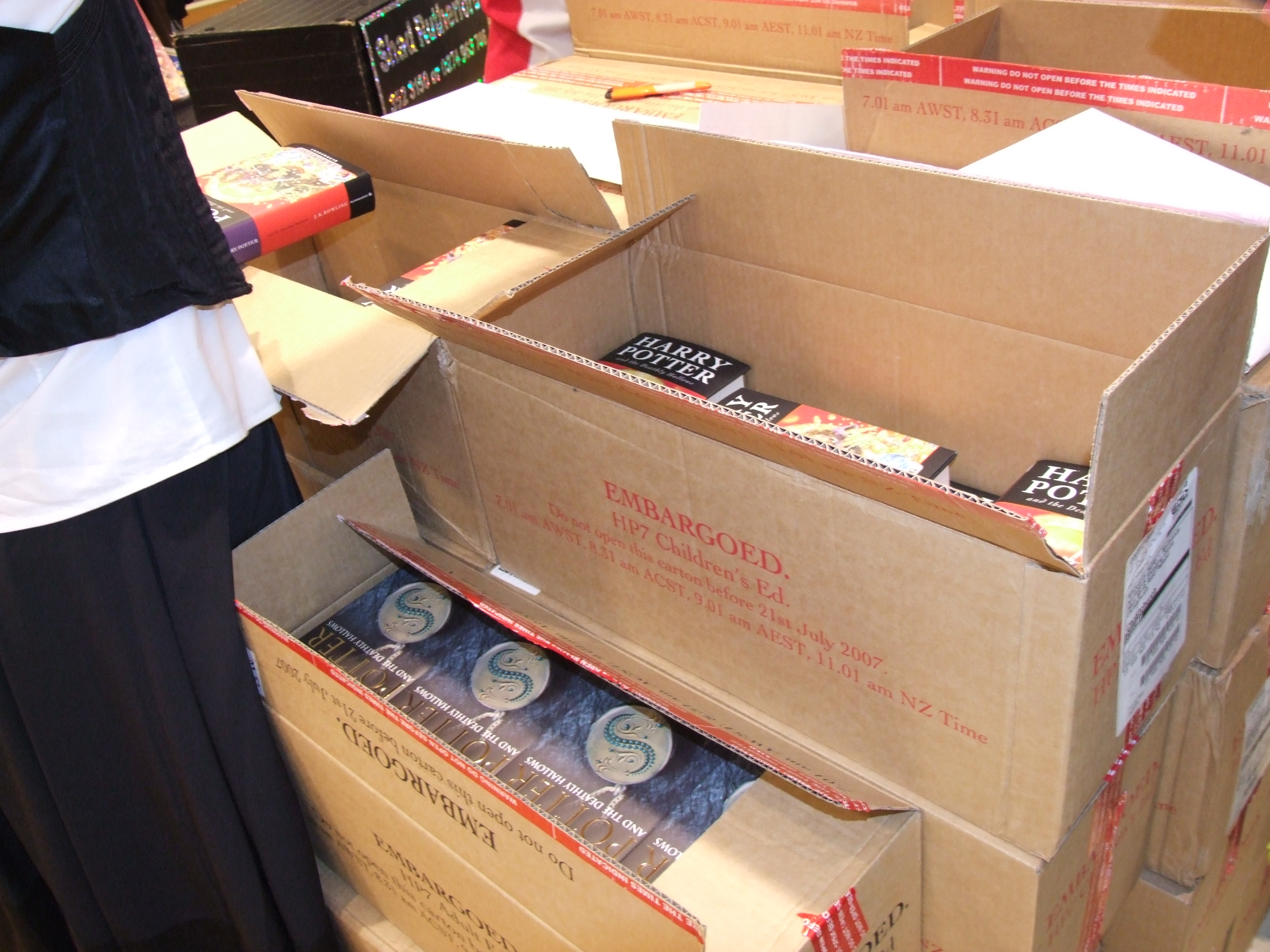
Caixes de llibres de Les relíquies de la Mort, la venda de les quals havia estat prohibida per l'editora fins a la data d'obertura estipulada.

L'autora del llibre va demanar públicament als que aconseguissin informació del contingut de l'últim llibre, no la divulguessin, per tal d'evitar fer malbé l'experiència d'altres lectors. Amb aquesta finalitat, Bloomsbury va invertir 10 milions de lliures en un intent de mantenir el contingut del llibre segurs fins a la data de la publicació el 21 de juliol.Arthur Levine, editor nord-americà de la sèrie, es va negar de distribuir còpies avançades per a les crítiques de premsa, però tot i això dos diaris estatunidencs van aconseguir publicar-ne crítiques d'alguna manera.
La setmana anterior al llançament, es van produir diverses filtracions en diversos formats. El 16 de juliol, un conjunt de fotografies representant totes les 759 pàgines de l'edició nord-americana es va filtrar a internet i va ser transcrita completament abans de la publicació oficial del llibre. Les fotografies van aparèixer més tard a llocs web i en xarxes de tipus d'igual a igual que va portar Scholastic a sol·licitar una ordre de compareixença amb l'objectiu d'identificar-ne la font. Això va suposar la fallada de seguretat més seriosa en la història de la sèrie. Rowling i el seu advocat van admetre que hi va haver filtracions en línia que eren genuïnes. Les crítiques publicades tant a The Baltimore Sun com a The New York Times el 18 de juliol de 2007 van corroborar molts dels elements de la trama d'aquestes filtracions, i un dia abans de la publicació, The New York Times va confirmar que la filtració principal que circulava era real.
Scholastic va anunciar que aproximadament el 0,01% de la mercaderia nord-americana —al voltant de 1.200 còpies— havia estat distribuïda abans d'hora. Un lector a Maryland va rebre una còpia del llibre pel correu del lloc web deepdiscount.com quatre dies abans que fos publicat, fet que va provocar respostes incrèdules per part de Scholastic i Deepdiscount. Scholastic va declarar inicialment que s'havia tractat d'un «error humà» i que no discutirien possibles multes. Tot i això, l'endemà, Scholastic va anunciar que iniciaria accions legals contra deepdiscount.com i el seu distribuïdor, Levy Home Entertainment. Alguns dels llibres llançats aviat van aparèixer a eBay, i fins i tot en un cas es demanaven per una còpia fins a 250 dòlars, quan el preu inicial eren 18 de la mateixa moneda.

## Controvèrsies
ASDA, així com també altres supermercats del Regne Unit, van acceptar reserves del llibre a un preu molt descomptat. Així mateix, aquesta empresa també va disparar una guerra de preus en anunciar que vendrien el llibre per només 5 lliures esterlines la còpia —enfront dels 17,99 recomanats per l'editorial. Altres cadenes també van oferir el llibre a preus descomptats.
Un cas similar es va donar a Malàisia, on quatre de les principals cadenes de llibreries del país van decidir retirar el llibre de les seves prestatgeries com a protesta contra els hipermercats Tesco i Carrefour. El preu de venda del llibre a Malàisia és de 109,90 ringgit (al voltant de 16 lliures esterlines), mentre que els abans esmentats hipermercats els venien per 69,90 ringgit, unes 10 lliures esterlines. Aquesta mesura de pressió no va tenir el resultat esperat per les llibreries, que van tornar a posar el llibre a la venda als seus establiments.
A Israel es va criticar el llançament del llibre un dissabte a la matinada per violar el sàbat. El ministre de Comerç i Indústria, Eli Yishai va declarar que «està prohibit, d'acord amb la cultura i els valors jueus, que una cosa com aquesta passi un dissabte a les dues del matí. Que ho facin un altre dia». Yishai va indicar que emetria sancions basades en la Llei d'hores de feina i descans.

## Traduccions
Abans de la publicació del llibre en anglès, Rowling va revelar un títol alternatiu a partir de la qual les edicions no angleses podrien ser traduïdes: Harry Potter and the Relics of Death. Això va passar a causa del qüestionament formulat per l'editorial sueca per la dificultat de traduir el sintagma Deathly Hallows del títol original sense haver llegit el llibre.
La primera traducció a ser publicada va ser la ucraïnesa, el 25 de setembre de 2007, amb el títol Гарри Поттер и смертельні реліквії. La traducció polonesa va aparèixer el 26 de gener de 2008 retitulat com a Harry Potter i la insígnia de la Mort (Harry Potter i Insygnia Śmierci). Per la seva banda, la traducció a l'hindi titulada Harry Potter i els regals de la Mort (हैरी पॉटर और मौत के तोहफे) va aparèixer el 27 de juny de 2008 editada per Manjul Publication.
En italià també hi va haver problemes amb la traducció. El sintagma Deathly Hallows, que significa més o menys relíquies mortals, s'acosta molt al significat cristià de del terme relíquies. Per no entrar en conflicte amb la concepció cristiana de relíquia, es va proposar d'utilitzar una de les traduccions alternatives que Rowling havia plantejat. Entre Relics of Death i Gifts of Death, es va acabar traduint com a Harry Potter ei Doni della Morte («Harry Potter i els regals de la Mort»).
Després de la publicació del llibre, molts llocs xarxa van oferir descàrregues en format PDF de traduccions no autoritzades del contingut a altres llengües, com el xinès, la traducció del qual estava disponible només algunes hores després de la publicació. Còpies il·legals del llibre eren venudes als carrers de la Xina per 40 iuans, en comparació amb els 270 que costa la versió en anglès a les llibreries. Per la seva banda, per al 24 de juliol, ja hi havia dues ciberbitàcoles oferint la traducció a l'espanyol, en les quals s'estima que van rebre quatre milions de visites.
Quant a la traducció al català, és el tercer volum de la sèrie traduït per Xavier Pàmies, ja que els quatre primers volums de la sèrie havien estat traduïts per Laura Escorihuela. La traducció catalana va ser publicada el febrer de 2008 per l'editorial Empúries.

### Traducció no oficial
Un grup autoanomenat Relíquies de la Mort i format per vint-i-quatre aficionats de Harry Potter, entre els quals es trobaven traductors i estudiants de traducció, van començar a fer la seva pròpia traducció del llibre, entre altres motius per protestar contra la tardança de la traducció oficial de l'Editorial Empúries: la versió oficial catalana és una de les que arriba més tard, ja que mentre que les versions francesa, alemanya i ucraïnesa (entre d'altres) ja feia mesos que circulaven per les llibreries (des del setembre i octubre), la versió catalana no va estar disponible fins al 21 de febrer de 2008.
La traducció es va penjar a la xarxa poques setmanes després de la publicació de l'original anglès, i s'oferia gratuïtament a tots els usuaris. La traducció il·legal va anar guanyant popularitat fins que va ser coneguda per un diari electrònic. Una entrevista entre aquest diari electrònic i Empúries va aclarir que l'editorial prendria accions legals contra els traductors, que immediatament abandonaren el projecte de traducció i eliminaren el seu contingut en línia per por a les represàlies perquè entre els traductors hi havia majors d'edat.

## Rebuda

### Crítica
La crítica del diari The Baltimore Sun, Mary Carole McCauley, va lloar la sèrie de novel·les, definint-la com un «bildungsroman clàssic». Va assenyalar que «al setè llibre li falta gran part de l'encant i l'humor que havien distingit les novel·les anteriors. Fins i tot l'escriptura és més prosaica», però va afegir que, atesa la naturalesa més seriosa del llibre, «com podria ser d'una altra manera?».
Alice Fordham del diari londinenc The Times va escriure que «el geni de Rowling no resideix només en la invenció completa d'un món de fantasia, sinó en la seva habilitat per crear personatges que salten de les pàgines, reals i valents i adorables». Fordham conclou: «Hem esperat molt de temps, però ni Rowling ni en Harry ens han decebut al final».
D'altra banda, Jenny Sawyer del diari internacional Christian Science Monitor va dir que «encara que hi ha molt per lloar a la sèrie de Harry Potter, des del seu món màgic brillant a la seva narrativa de capes múltiples», però, «una història tracta sobre algú que canvia, i, deixant a part la pubertat, Harry amb prou feines canvia. Segons Rowling, en Harry camina pel camí del bé tan previsiblement que hom percep la seva victòria final sobre Voldemort com una cosa, a més d'inevitable, plana».
L'escriptor Stephen King va qüestionar les reaccions d'alguns crítics que, al seu entendre, van treure conclusions precipitades del llibre. Segons King, això resultava inevitable: l'extrem misteri que va envoltar el llançament no va donar temps als crítics per llegir i considerar amb calma el llibre, per la qual cosa a moltes ressenyes inicials els faltava profunditat. Lluny de trobar decebedor l'estil d'escriptura, li va semblar que havia madurat i millorat. Creu que la temàtica dels llibres s'ha tornat més adulta, i que Rowling ha estat clarament escrivint amb una audiència adulta en ment des de la meitat de la sèrie. Va comparar l'obra amb Les aventures de Huckleberry Finn i Alícia al país de les meravelles, obres que també van assolir l'èxit i han esdevingut clàssics, en part per dirigir-se a un públic tant adult com infantil. Tot i això, critica la tendència de Rowling a entretenir-se en excés en algunes situacions, com l'excés de temps que els personatges passen al campament, i una certa afició a introduir solucions màgiques tretes del no-res per sortir així d'un embolic. En part, això resulta inevitable en un món màgic, però King hi veu també un clar indici que Rowling s'ha divertit escrivint el llibre i ha volgut compartir el seu humor amb els lectors.
Christopher Hitchens del diari New York Times va comparar la sèrie amb les històries d'internats de mitjan segle xx i encara que va escriure que Rowling «va guanyar un renom imperible» gràcies als llibres en conjunt, també va dir que l'ocupació repetitiva de «la tècnica de deus ex machina té un efecte deplorable tant en l'argument com en el diàleg», que els capítols de meitat del llibre són «abismalment llargs» i que Voldemort «es torna més pesat que un dolent d'Ian Fleming». Després de tot l'èxit que va tenir el llibre va ser força criticada pel seu contingut temàtic, ja que al món irreal en què es teixia la història s'hi trobava massa temàtica sobre la màgia i aquesta va ser una de les causes de la baixa venda en alguns llocs.

### Vendes

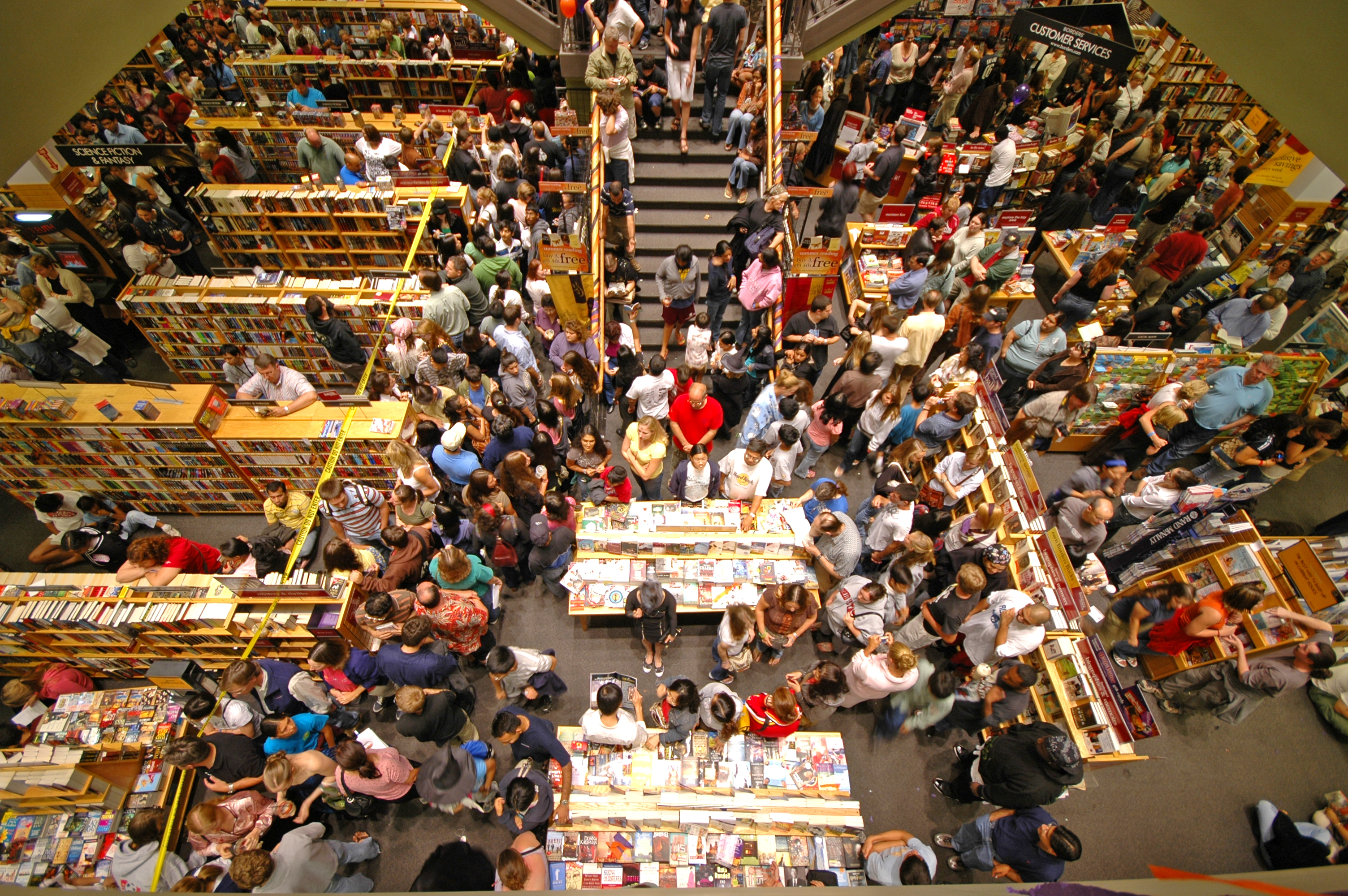
Cua per comprar el llibre a Califòrnia, cinc minuts abans de la publicació.

El 21 de juliol del 2007, totes les edicions en anglès van ser publicades un minut passada la mitjanit. Va ser llançat simultàniament a noranta-tres països. El llibre va assolir el primer lloc de les llistes de best-sellers a Amazon.com i a Barnes & Noble només unes poques hores després que s'anunciés la seva publicació, el 1r de febrer de 2007. El juliol de 2007, el diari Daily Telegraph, va informar que el llibre havia estat comprat per més del 10% de la població britànica en els cinc dies posteriors a la publicació.
Botigues com Amazon.com, Barnes & Noble, i Borders van dir que s'havien fet més comandes per a aquest llibre que per a cap altre en la història, i fins i tot Amazon.com van registrar 2,2 milions de comandes anticipades a tot el món,trencant el rècord del sisè llibre, d'1,5 milió. Scholastic va anunciar una impressió inicial d'una mica més de 12 milions de còpies, una quantitat sense precedents.
En el seu primer dia a la venda, es van vendre 11 milions de còpies al Regne Unit i als Estats Units que van trencar el rècord de 9 milions batut pel seu predecessor a la sèrie. Als Estats Units, les vendes van aconseguir 8,3 milions de llibres de tapa dura en les primeres 24 hores, trencant novament una marca del Misteri del príncep, de 6,9 milions. Per la seva banda, es van vendre en el primer dia, 400.000 còpies a Alemanya, totes les 250.000 còpies disponibles als Països Baixos i a Bèlgica, 170.000 a Índia, i una mica més de 573.000 a Austràlia; mentre que al Canadà es van vendre 800.000 còpies en les primeres 48 hores. Barnes & Noble, la cadena de llibreries més gran dels Estats Units, va declarar haver venut 560.000 còpies a la primera hora, una mitjana de més de 150 còpies per segon. L'audiollibre també va trencar rècords, amb 225.000 còpies venudes els primers dos dies.
Després del llançament de Harry Potter i les relíquies de la Mort, les accions de Bloomsbury Publishing es van devaluar per més de 151 milions de lliures. Els inversors van reaccionar per la fi del producte clau de l'editorial. L'últim any financer en què no es va llançar cap llibre de Harry Potter, els beneficis de Bloomsbury van caure un 75%.
Segons la revista Forbes, el juny de 2008 s'havien venut 44 milions de còpies del llibre per tot el món.

## Adaptació al cinema
L'adaptació es va dividir en dues pel·lícules: Harry Potter i les relíquies de la Mort (Part 1), estrenada al novembre de 2010, i Harry Potter i les relíquies de la Mort (Part 2), estrenada al juliol de 2011. Les raons d'aquesta partició van ser, segons el productor David Heyman, qüestions d'argument, ja que «no hi ha trames menors que es puguin ometre». La partició es fa al capítol número vint-i-quatre de la novel·la, quan Voldemort troba la vareta d'àlber, encara que hi ha parts del capítol omeses que s'inclouen al següent lliurament. Les pel·lícules van ser dirigides per David Yates —qui també havia dirigit les dues anteriors (Harry Potter i l'ordre del Fénix i Harry Potter i el misteri del Príncep)— i escrites per Steve Kloves. John Williams, que havia compost la música per a les primeres tres pel·lícules, va expressar el seu interès a tornar per a les últimes, però finalment el treball el va ser fet per Alexandre Desplat. El rodatge va començar el 19 de febrer de 2009, quan Daniel Radcliffe va acabar les seves obligacions amb l'obra de teatre Equus acabant filmacions per a la pel·lícula el 12 de maig de 2010. L'elenc va reprendre enregistraments per a l'escena de l'epíleg el 21 de desembre del mateix any.
La pel·lícula va ser doblada al català el mateix any pels estudis Sonoblok sota la direcció de Quim Roca i la traducció de Lluís Comes.